# Saint-Germier, Gers
Saint-Germier este o comună în departamentul Gers din sudul Franței. În 2009 avea o populație de 200 de locuitori.

## Evoluția populației
| An        | 1975 | 1982 | 1990 | 1999 | 2006 | 2009 |
| --------- | ---- | ---- | ---- | ---- | ---- | ---- |
| Populație | 92   | 96   | 112  | 115  | 192  | 200  |